# Diễu hành
Diễu hành hay diễn hành hay tuần hành là một cuộc đi diễu có sự tham gia của nhiều người đi bộ dọc theo các con phố. Người tham gia mặc các trang phục và thường đi kèm với ban nhạc diễu hành, xe rước hoặc đôi khi là các hình nộm và bóng bay cỡ lớn. Các cuộc diễu hành được tổ chức với nhiều lý do khác nhau, nhưng thường là một dạng bữa tiệc hay lễ hội.

## Ngày lễ thường đi có các cuộc diễu hành đi kèm
- Ngày ANZAC - Úc và New Zealand
- Tết Trung Quốc
- Lễ Giáng Sinh
- Lễ Phục Sinh

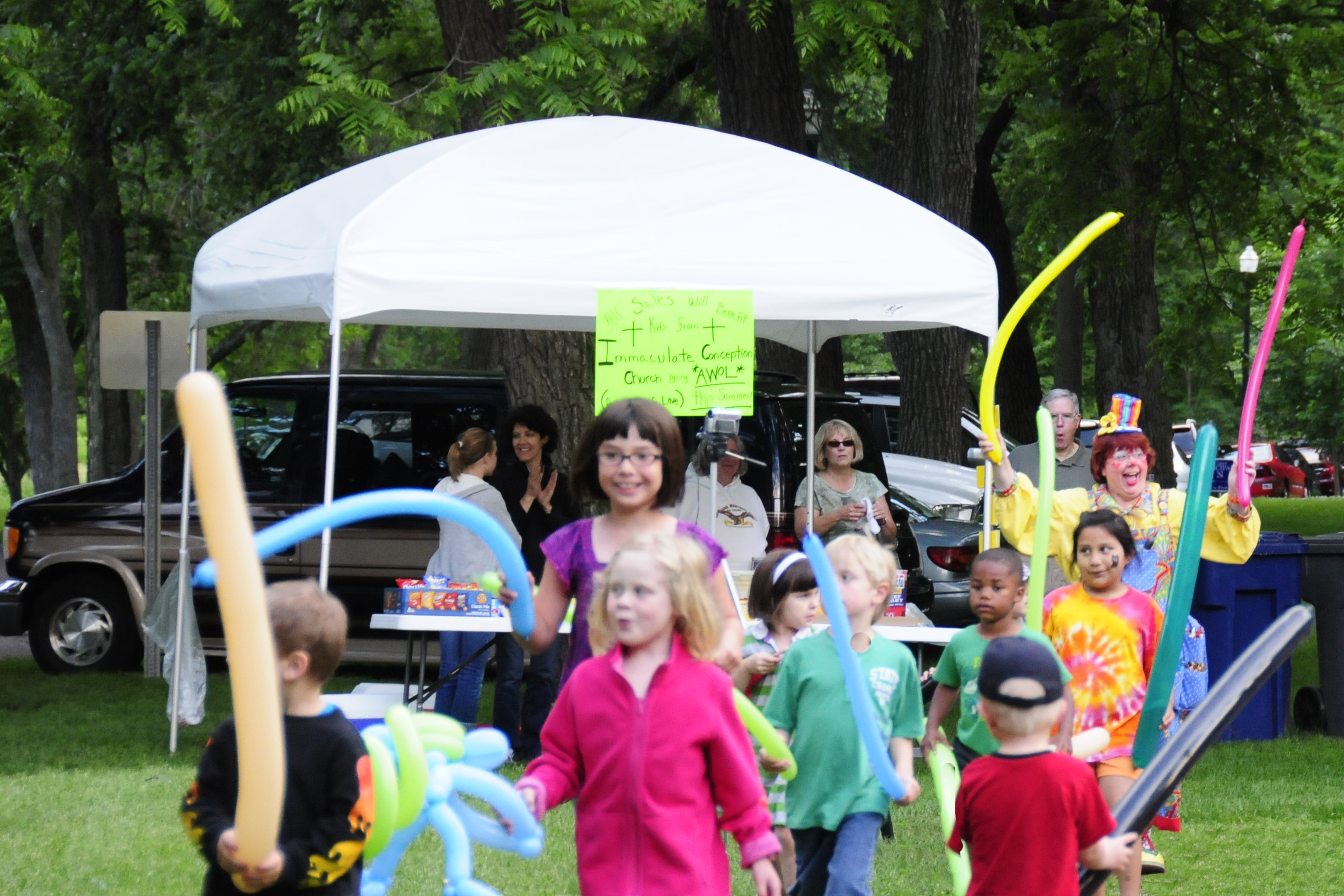
Một cuộc diễu hành trẻ em tại buổi hòa nhạc của Ban nhạc Thành phố ở Eau Claire, Wisconsin

- Danh sách các ngày quốc khánh trên thế giới
- Lễ Chiến sĩ trận vong
- Tết Dương lịch
- Thế vận hội
- Điểm chí
- Ngày thánh Patriciô
- Ngày chiến thắng